# Autorregulación en la industria
La autorregulación de la industria es el proceso mediante el cual los miembros de una industria, comercio o sector de la economía monitorean su propio cumplimiento de las normas legales, éticas o de seguridad, en lugar de tener una agencia externa e independiente, como una entidad externa o un monitor regulador gubernamental. y hacer cumplir esas normas. La autorregulación puede facilitar el cumplimiento y la propiedad de las normas, pero también puede dar lugar a conflictos de intereses. Si se solicita a cualquier organización, como una corporación o una burocracia gubernamental, que elimine las conductas no éticas dentro de su propio grupo, a corto plazo les puede interesar eliminar la apariencia de conductas no éticas, en lugar de las conductas en sí, manteniendo cualquier Falla ética oculta, en lugar de exponerlas y corregirlas. Se produce una excepción cuando el público ya conoce la violación ética. En ese caso, podría ser del interés del grupo poner fin al problema ético que el público tiene conocimiento, pero mantener ocultas las infracciones. Otra excepción se produciría en sectores de la industria con membresía variada, como marcas internacionales junto con pequeñas y medianas empresas donde los propietarios de marcas tendrían un interés en proteger la reputación del sector conjunto emitiendo conjuntamente autorregulación para evitar compañías más pequeñas con menos Recursos que causan daños por ignorancia. De manera similar, la confiabilidad de un grupo profesional como abogados y periodistas podría hacer que las reglas éticas funcionen satisfactoriamente como una autorregulación si fueran una condición previa para la adhesión de nuevos miembros.     

## Ventajas y desventajas
Una organización puede mantener el control sobre los estándares a los que se aplican mediante la autorregulación exitosa. Si pueden evitar que el público tome conciencia de sus problemas internos, esto también sirve en lugar de una campaña de relaciones públicas para reparar ese daño. Se evita el costo de establecer un mecanismo de cumplimiento externo. Si la autorregulación puede evitar daños a la reputación y riesgos relacionados para todos los actores de la industria, esto sería un incentivo poderoso para una autorregulación proactiva. 
Los intentos de autorregulación pueden fallar, debido al conflicto de intereses inherente al pedir a cualquier organización que se vigile a sí misma. Si el público se da cuenta de este fracaso, a menudo una organización externa e independiente tiene el deber de vigilarlos, a veces con medidas altamente punitivas tomadas contra la organización.  Los resultados pueden ser desastrosos, como un ejército sin supervisión externa independiente, que puede cometer violaciones de derechos humanos. No todas las empresas cumplirán voluntariamente los estándares de mejores prácticas, dejando a algunos usuarios expuestos. 
Los gobiernos pueden preferir permitir que una industria se regule a sí misma, pero mantener un breve resumen sobre la efectividad de la autorregulación y estar dispuestos a introducir una regulación externa si es necesario. Por ejemplo, en el Reino Unido, el Comité de Cuentas Públicas de la Cámara de los Comunes en 2015 investigó el papel de las grandes firmas contables en relación con la evasión fiscal y argumentó que "el gobierno debe desempeñar un papel más activo en la regulación de la industria tributaria, ya que evidentemente no puede Se confíe en regularse".

## Organizaciones
Cuando se autorregula directamente, la organización monitorea y castiga directamente a sus propios miembros.  Por ejemplo, muchas organizaciones pequeñas tienen la capacidad de eliminar a cualquier miembro por un voto de todos los miembros. Otra forma común es cuando la organización establece una organización policial externa.  Esta organización está establecida y controlada por la organización matriz, por lo que no puede considerarse independiente, sin embargo. En otra forma, la organización establece un comité o división para vigilar el resto de la organización. El Comité de Ética de la Cámara es un ejemplo en el gobierno de los Estados Unidos , mientras que varios departamentos de policía emplean una división de Asuntos Internos para realizar una función similar. 
- La American Bar Association (ABA) formula modelos de códigos éticos relacionados con la profesión legal.  La ABA tiene 410,000 miembros.
- Cada asociación estatal de abogados en los Estados Unidos es una organización de autocontrol.
- Asociación Canadiense de Disc Jockey

## Dentro de las organizaciones
La autorregulación es el proceso mediante el cual se le pide a una organización, o voluntarios, que monitoreen su propio cumplimiento de las normas legales, éticas o de seguridad, en lugar de que una agencia externa e independiente, como una entidad gubernamental, supervise y haga cumplir esas normas. La autorregulación puede tener un efecto en la especificación de directrices o leyes existentes en ciertos contextos, principalmente en el contexto de campos técnicos específicos como la protección del medio ambiente, la biotecnología, pero también para el campo de los negocios y el comercio. Las medidas de autorregulación, como los códigos de conducta, pueden tener una relevancia legal indirecta importante en función de su efecto de crear seguridad jurídica y una exención de responsabilidad en el derecho civil, el derecho laboral e incluso el derecho penal.